# 靖州府
靖州府，明朝时设置府。
洪武三年（1370年）改靖州置，治所在永平县（今湖南省靖州苗族侗族自治县），属湖广省。辖境相当今湖南省渠水流域和贵州省锦屏以东清水江流域和亮江流域。九年复降为州。 